# Systropus apiciflavus
Systropus apiciflavus är en tvåvingeart som beskrevs av Yang 2003. Systropus apiciflavus ingår i släktet Systropus och familjen svävflugor. Inga underarter finns listade i Catalogue of Life.